# Constituția Vidovdan
Constituția Vidovdan a fost prima constituție a Regatului sârbilor, croaților și slovenilor. Aceasta a fost adoptată de Adunarea Constituțională pe 28 iunie 1921, deși votul a fost boicotat de partidele din opoziție. Constituția este numită după sărbătoarea sârbă Sf. Vitus (Vidovdan). Din cei 419 de reprezentanți, 223 au votat pentru, 35 împotrivă iar restul de 116 s-au abținut.
Constituția a rămas în vigoare până la instaurarea „dictaturii de însănătoșire” a regelui Alexandru I al Iugoslaviei la 6 ianuarie 1929.

## Alte propuneri

### Partidul Țărănesc Croat
Partidul Țărănesc Croat a adoptat Constituția republicii neutre a țăranilor din Croația la Zagreb la 1 aprilie 1921.

### Uniunea Croată
Partidul Uniunea Croată propusese o confederație a regatului în șase entități:
1. Serbia
2. Croația
3. Muntenegru
4. Bosnia și Herțegovina
5. Voivodina
6. Slovenia